# Florémont
Florémont ist eine französische Gemeinde mit 473 Einwohnern (Stand 1. Januar 2022) im Arrondissement Épinal des Départements Vosges. Sie liegt im Kanton Charmes und ist Mitglied des Kommunalverbandes Agglomération d’Épinal.

## Bevölkerungsentwicklung
| Jahr                      | 1962 | 1968 | 1975 | 1982 | 1990 | 1999 | 2004 | 2009 | 2014 |
| ------------------------- | ---- | ---- | ---- | ---- | ---- | ---- | ---- | ---- | ---- |
| Einwohner                 | 290  | 288  | 295  | 370  | 445  | 406  | 446  | 433  | 443  |
| Quelle: Cassini und INSEE |      |      |      |      |      |      |      |      |      |

## Sehenswürdigkeiten

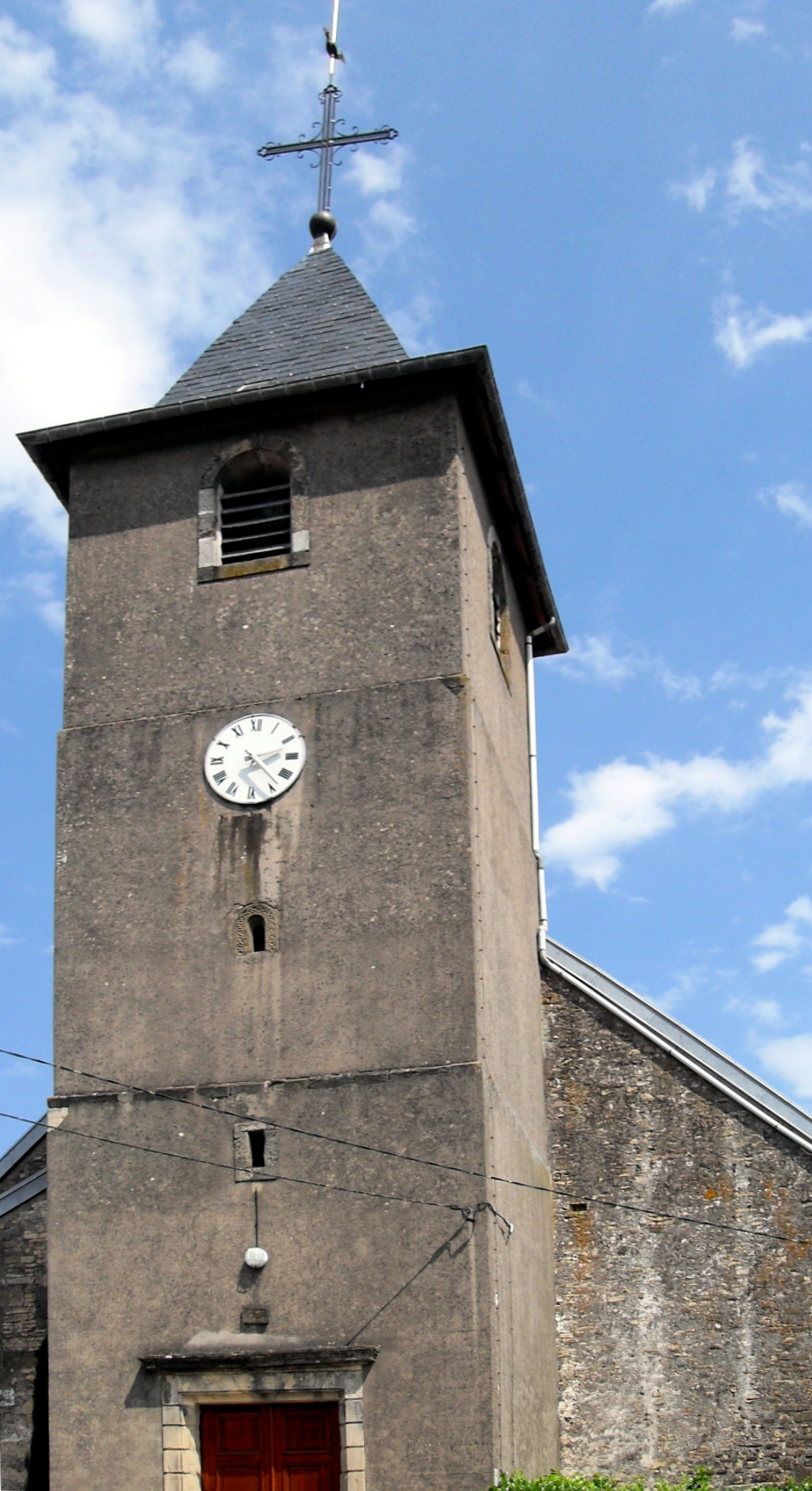
Église Saint-Basle